# Іво Іванов
Іво Іванов (болг. Иво Иванов, нар. 11 березня 1985, Казанлик) — болгарський футболіст, захисник клубу «Бероє».
Також грав за «Левскі» і національну збірну Болгарії.

## Клубна кар'єра
Народився 11 березня 1985 року. Вихованець футбольної школи клубу «Бероє». Дорослу футбольну кар'єру розпочав 2006 року в основній команді того ж клубу, в якій провів чотири сезони, взявши участь у 99 матчах чемпіонату. Більшість часу, проведеного у складі «Бероє», був основним гравцем захисту команди.
Своєю грою за цю команду привернув увагу представників тренерського штабу клубу «Левскі», до складу якого приєднався 2010 року. Відіграв за команду з Софії наступні два сезони своєї ігрової кар'єри.
До складу «Бероє» повернувся 2012 року. Відтоді встиг відіграти за команду зі Старої Загори 81 матч в національному чемпіонаті.

## Виступи за збірну
18 листопада 2009 року дебютував в офіційних матчах у складі національної збірної Болгарії, вийшовши на заміну наприкінці товариської гри проти національної збірної Мальти. Відтоді до ігор національної команди не залучався.

## Титули і досягнення
- Володар Кубку Болгарії (2): 2009-10, 2012-13
- Володар Суперкубку Болгарії (1): 2013